# Zbór Kościoła Adwentystów Dnia Siódmego w Żywcu
Zbór Kościoła Adwentystów Dnia Siódmego w Żywcu – zbór adwentystyczny w Żywcu, należący do okręgu południowego diecezji południowej Kościoła Adwentystów Dnia Siódmego w RP.
Nabożeństwa odbywają się w każdą sobotę o godz. 9.30.

## Historia
W 1930 r. w Żywcu powstał zbór adwentystyczny, liczący około 30 członków. Zakończył jednak działalność już rok później. Następnie wierni spotykali się w prywatnym budynku położonym w Tresnej. Z Żywca pochodziło wówczas 13 zborowników.
Działalność zboru została reaktywowana w 1994 r. Pierwszym miejscem sprawowania nabożeństw Kościoła Adwentystów Dnia Siódmego stała się sala w klubie osiedlowym przy ul. Jana, później siedzibę zboru przeniesiono do budynku będącego własnością zboru Kościoła Ewangelicznych Chrześcijan przy ul. Półkole w dzielnicy Zabłocie. Ostatecznie nabożeństwa odbywają się w siedzibie klubu osiedlowego „Ogródek” na Osiedlu Parkowym.